# Свято-Петро-Павлівський храм (Петропавлівка)
Свято-Петро-Павлівський храм — колишня культова споруда у селі Петропавлівка Вовчанської міської об'єднаної територіальної громади Чугуївського району Харківської області, пам'ятка архітектури місцевого значення.

## Історія
Кам'яний однопрестольний храм був споруджений коштом графині Євдокії Василівни Гендрикової (уродженої Гудович) та парафіян за проєктом єпархіального архітектора Федора Івановича Данилова у 1876 році в хуторі Могилин. У двері храму була вмурована ікона святих Петра і Павла. У день відкриття храму хутір отримав нову назву — Петропавлівка.
Станом на 1904 рік, храму належало 33 десятини ріллі та 3 десятини присадибної землі. Храм мав 3242 парафіян, 1616 чоловіків та 1626 жінок. Мешкали вони у слободі Петропавлівка, хуторі Юрченков та селах Ганнопілля та Софіївка. Причт храму складався зі священника, дяка та псаломщика, які мешкали у церковних будинках. До храму були підпорядковані чотири земських училища та одна церковно-приходська школа.
Місцевим священником був Іоан Гризодубов, до його смерті у 1900 році. З 1901 року священником був Василь Зубарєв, який був законовчителем у всіх місцевих школах. Дияконом, з 1895 року був Павло Гревизирський. Вчителював у церковно-приходській школі та був законовчителем у Софіївському земському училищі. Церковним старостою з 1903 року був селянин Микита Лісовий, який у 1898 році був нагороджений похвальним листом.
Історик Антон Бондарєв так писав про храм: «І тільки величні стіни як і раніше красивого храму в Петропавлівці служать єдиним нагадуванням на Слобожанщині про колишню велич знатного і багатого роду Гендрікових».
Рішенням Харківського обласного виконавчого комітету від 30.04.1980 № 334 храм отримав статус пам'ятки архітектури місцевого значення. Згідно наказу Міністерства культури та інформаційної політики України № 1883 від 04.06.2020 пам'ятці був присвоєний охоронний номер 7591-Ха.
Як культова споруда не використовується, знаходиться в аварійному стані.

## Галерея

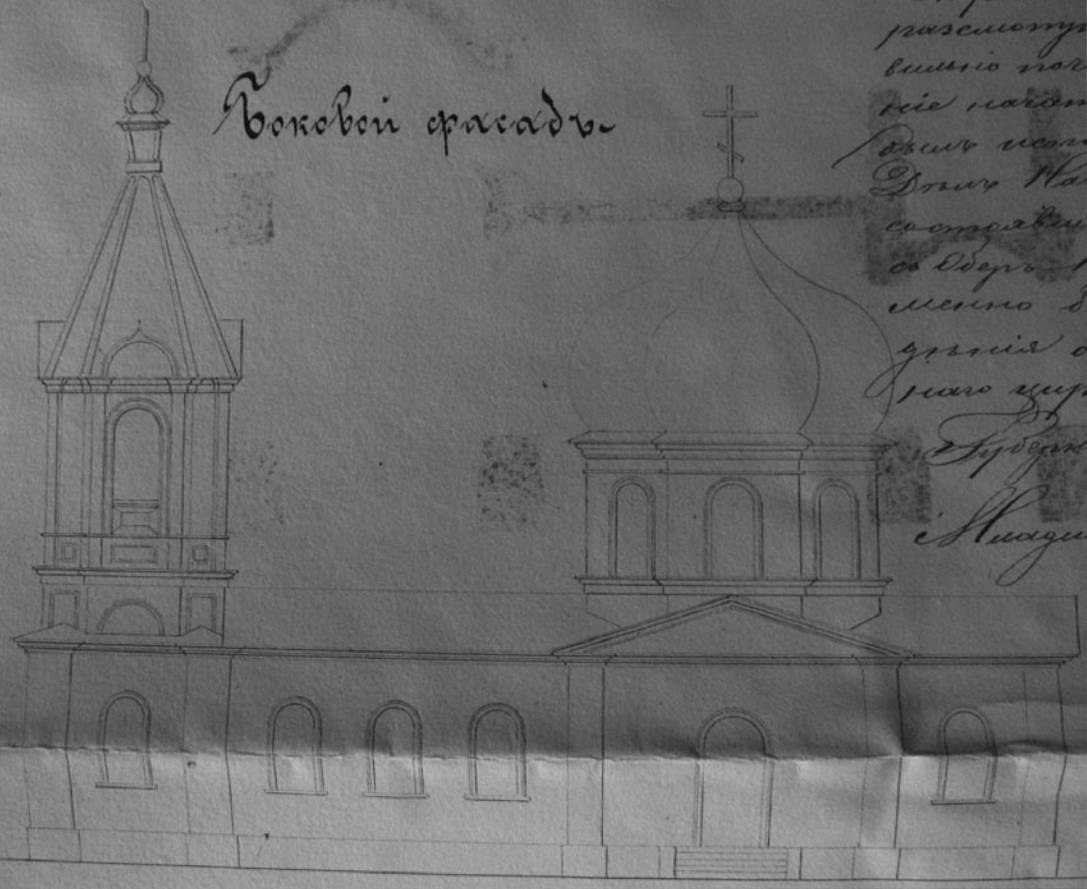
Креслення Данилова
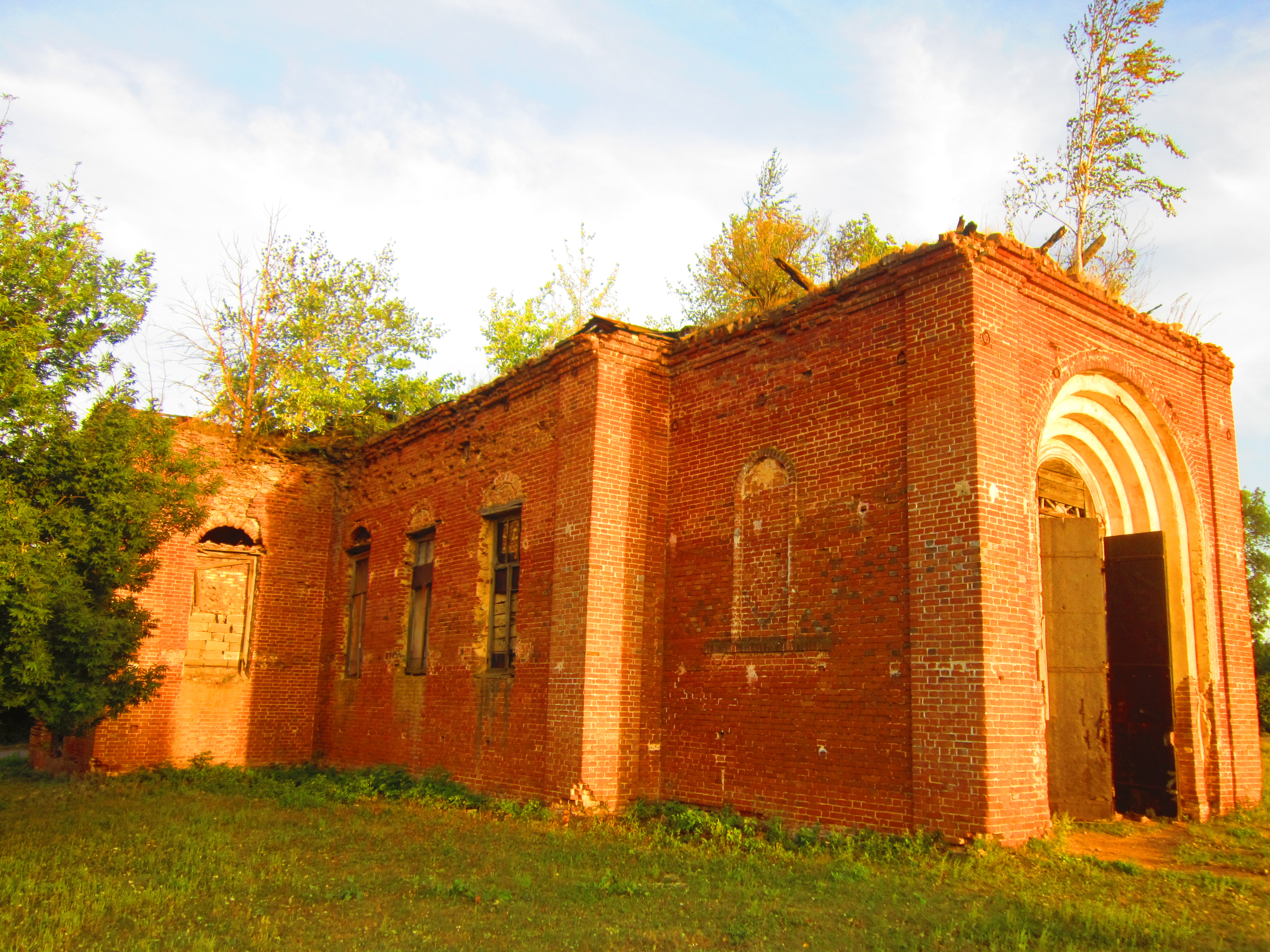
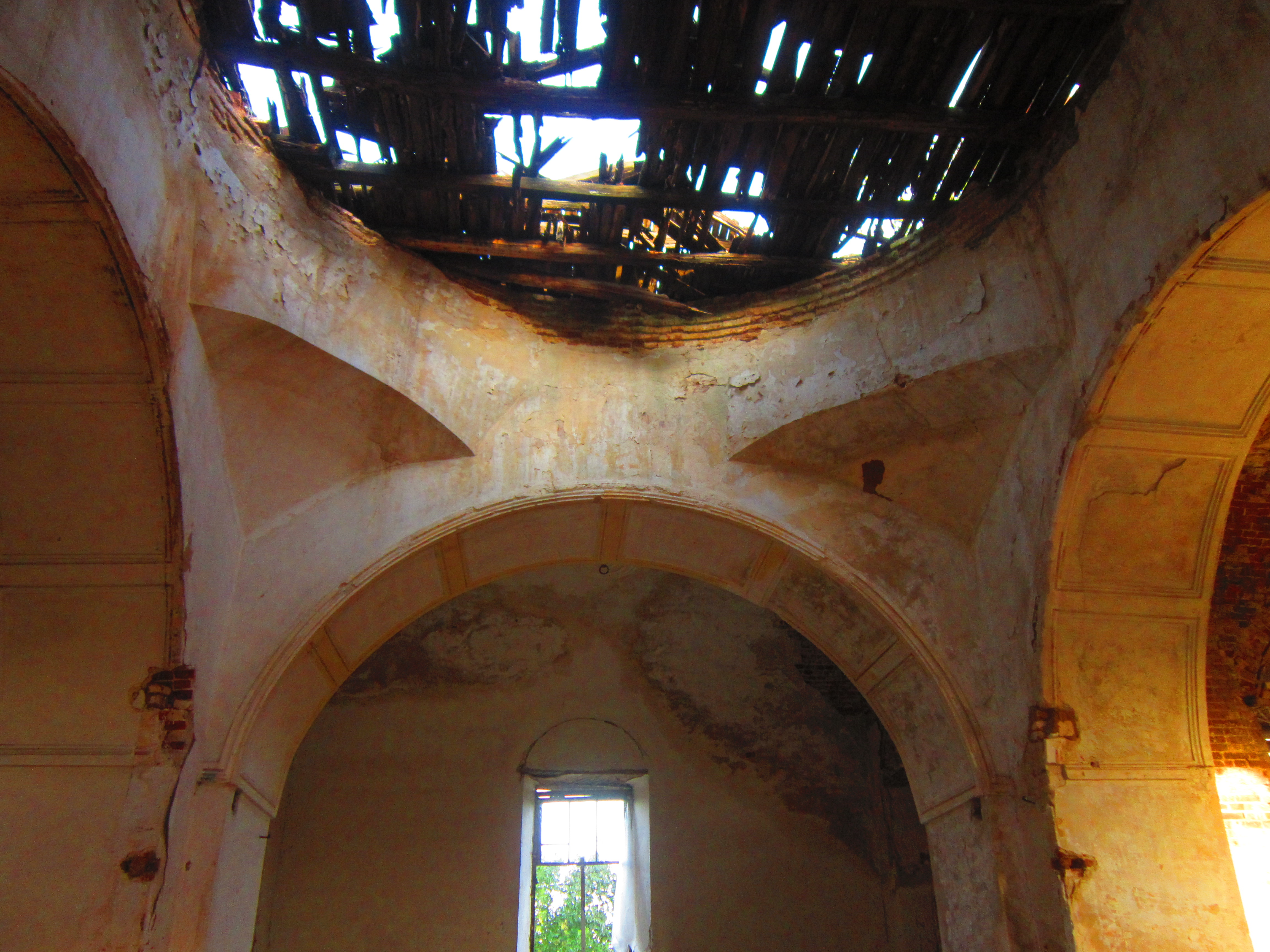
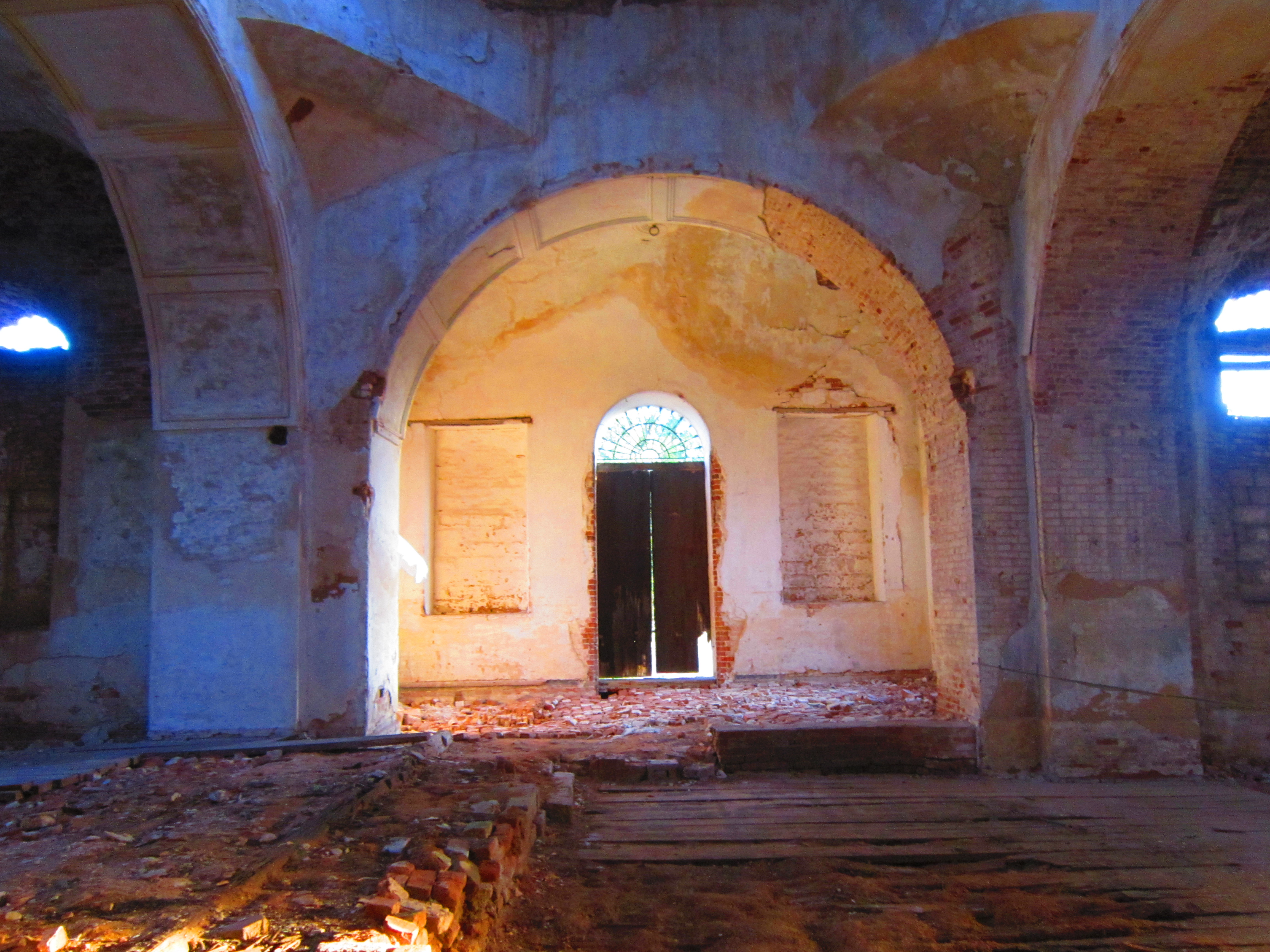
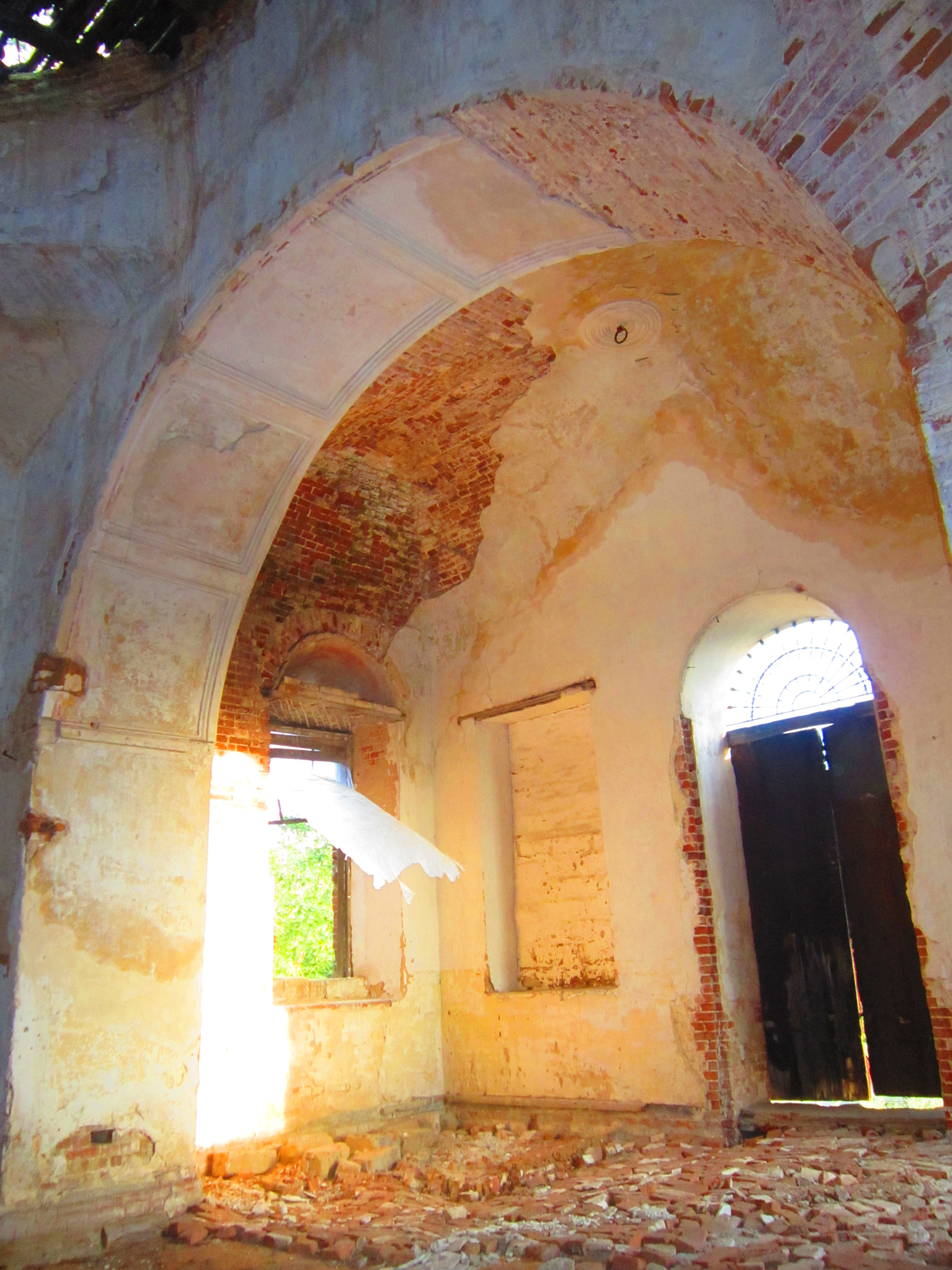
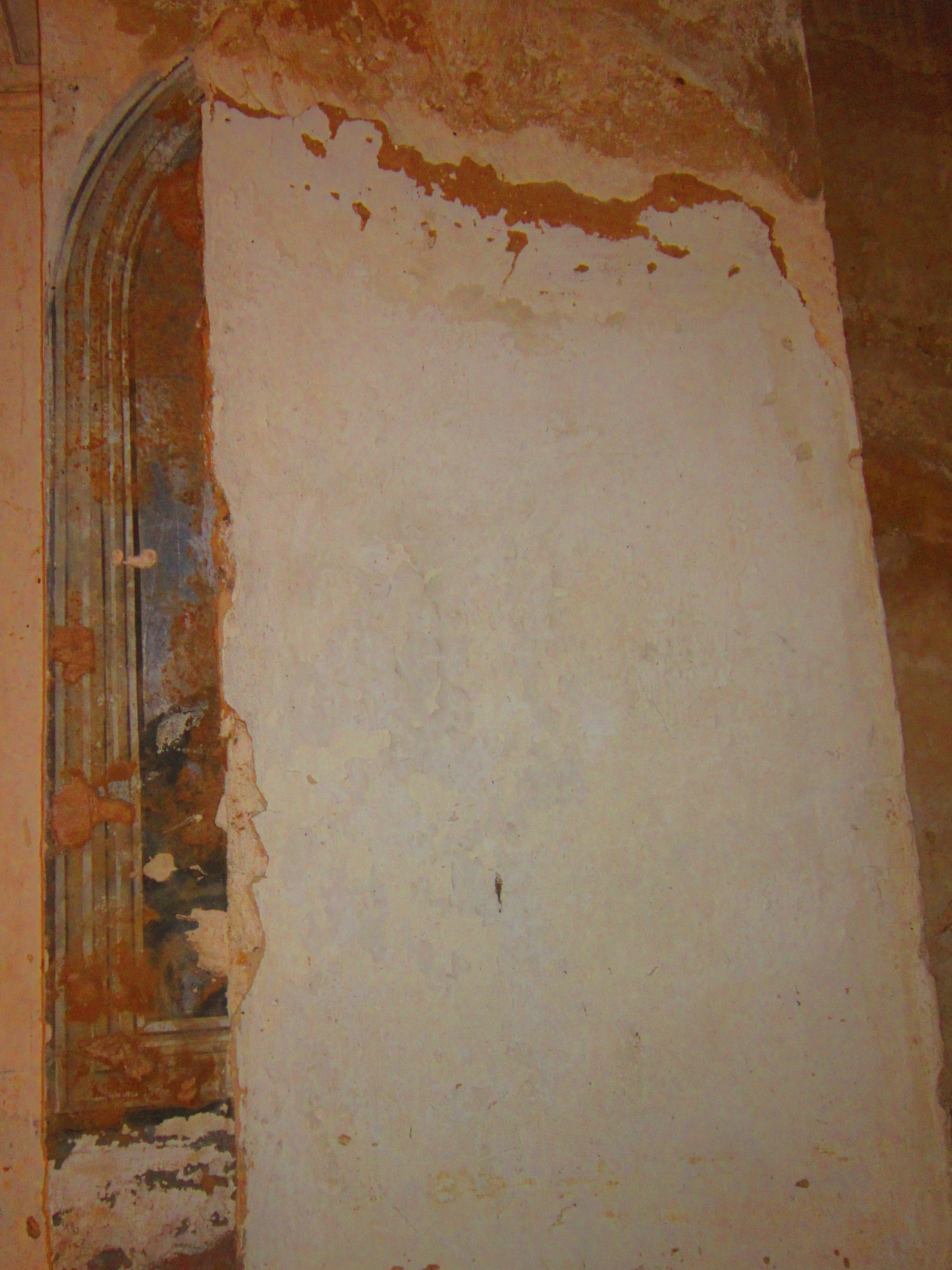
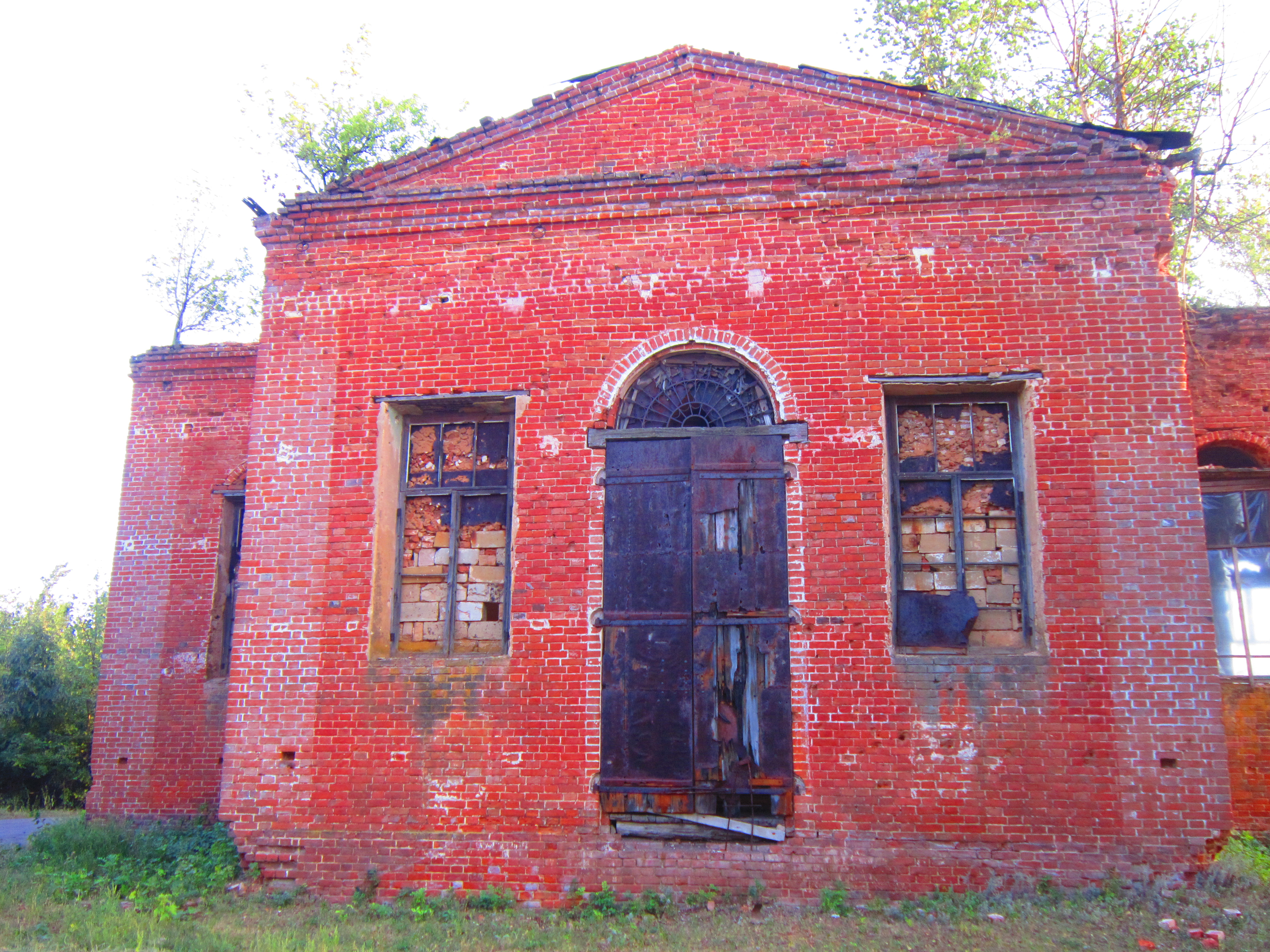